# Žanr
Žanr (franc. genre = rod, vrsta) raspodjela je specifičnih oblika umjetnosti po kriterijima relevantne forme (npr. filmski žanr, glazbeni žanr ili književni žanr). U svim područjima umjetnosti žanrovi su, međutim, nejasne kategorije bez fiksne granice. Mnoga djela prelaze granice žanrova i koriste kombinacije.